# Rhabdomastix filata
Rhabdomastix filata är en tvåvingeart som beskrevs av Jaroslav Stary 2004. Rhabdomastix filata ingår i släktet Rhabdomastix och familjen småharkrankar. Inga underarter finns listade i Catalogue of Life.